# Story Prize
The Story Prize – przyznawana co rok od 2004 nagroda literacka, która honoruje autora zbioru opowiadań nagrodą pieniężną w wysokości 20 000$. Pozostali dwaj finaliści otrzymują 5 000$. Do nagrody kwalifikują się książki napisane w języku angielskim i wydane po raz pierwszy w USA w trakcie danego roku kalendarzowego. Twórcą nagrody jest Julie Lindsey, a jej dyrektorem Larry Dark, który wcześniej był redaktorem co rok wydawanej antologii Prize Stories: The O. Henry Awards (w latach 1997–2002). Finaliści ogłaszani są w styczniu.

## Laureaci

### 2023
- Paul Yoon, The Hive and the Honey – zwycięzca
- Yiyun Li, Wednesday’s Child
- Bennett Sims, Other Minds and Other Stories[3]

### 2022
- Ling Ma(inne języki), Bliss Montage – zwycięzca
- Andrea Barrett, Natural History
- Morgan Talty(inne języki), Night of the Living Rez[4]

### 2021
- Brandon Taylor, Filthy Animals – zwycięzca
- Lily King, Five Tuesdays in Winter
- J. Robert Lennon(inne języki), Let Me Think

### 2020
- Deesha Philyaw(inne języki), Sekretne życie pobożnych kobiet (The Secret Lives of Church Ladies) – zwycięzca
- Sarah Shun-lien Bynum(inne języki), Likes
- Danielle Evans(inne języki), The Office of Historical Corrections

### 2019
Zwycięzcę ogłoszono 26 lutego 2020.
- Edwidge Danticat, Everything Inside – zwycięzca
- Kali Fajardo-Anstine(inne języki), Sabrina & Corina
- Zadie Smith, Grand Union

### 2018
Zwycięzca został ogłoszony w The New School University w Nowym Jorku 6 marca 2019.
- Lauren Groff, Floryda (Florida) – zwycięzca
- Jamel Brinkley(inne języki), A Lucky Man
- Deborah Eisenberg(inne języki), Your Duck Is My Duck

### 2017
Zwycięzca został ogłoszony w The New School University w Nowym Jorku 28 lutego 2018.
- Elizabeth Strout, To, co możliwe (Anything Is Possible) – zwycięzca
- Daniel Alarcón(inne języki), The King Is Always Above the People
- Ottessa Moshfegh, Homesick for Another World(inne języki)

### 2016
Zwycięzca został ogłoszony w The New School University w Nowym Jorku 8 marca 2017.
- Rick Bass(inne języki), For a Little While – zwycięzca
- Anna Noyes, Goodnight, Beautiful Women
- Helen Maryles Shankman, They Were Like Family to Me (opublikowane w twardej oprawie jako In the Land of Armadillos(inne języki))

### 2015
Zwycięzca został ogłoszony w The New School University w Nowym Jorku 2 marca 2016.
- Adam Johnson(inne języki), Fortune Smiles(inne języki) – zwycięzca
- Charles Baxter, There’s Something I Want You to Do
- Collum McCann, Thirteen Ways of Looking

### 2014
Zwycięzca został ogłoszony w The New School University w Nowym Jorku 4 marca 2015.
- Elizabeth McCracken(inne języki), Thunderstruck – zwycięzca
- Francesca Marciano(inne języki), The Other Language
- Lorrie Moore(inne języki), Bark

### 2013
Zwycięzca został ogłoszony w The New School University w Nowym Jorku 5 marca 2014.
- George Saunders, 10 grudnia (Tenth of December) – zwycięzca
- Andrea Barrett, Archangel
- Rebecca Lee, Bobcat

### 2012
Zwycięzca został ogłoszony w The New School University w Nowym Jorku 13 marca 2013.
- Claire Vaye Watkins(inne języki), Battleborn(inne języki) – zwycięzca
- Dan Chaon(inne języki), Stay Awake
- Junot Díaz, This Is How You Lose Her

### 2011
Zwycięzca został ogłoszony w The New School University w Nowym Jorku 21 marca 2012.
- Steven Millhauser(inne języki), We Others(inne języki) – zwycięzca
- Don DeLillo, Anioł Esmeralda: Dziewięć opowiadań
- Edith Pearlman(inne języki), Binocular Vision

### 2010
Zwycięzca został ogłoszony w The New School University w Nowym Jorku 2 marca 2011.
- Anthony Doerr, Memory Wall(inne języki) – zwycięzca
- Yiyun Li, Gold Boy, Emerald Girl
- Suzanne Rivecca(inne języki), Death Is Not an Option

### 2009
Zwycięzca został ogłoszony w The New School University w Nowym Jorku 3 marca 2010.
- Daniyal Mueenuddin(inne języki), In Other Rooms, Other Wonders(inne języki) – zwycięzca
- Victoria Patterson, Drift
- Wells Tower(inne języki), Everything Ravaged, Everything Burned

### 2008
Zwycięzca został ogłoszony w The New School University w Nowym Jorku 4 marca 2009.
- Tobias Wolff, Our Story Begins: New and Selected Stories(inne języki) – zwycięzca
- Jhumpa Lahiri, Nieoswojona ziemia
- Joe Meno(inne języki), Demons in the Spring(inne języki)

### 2007
Zwycięzca został ogłoszony w The New School University w Nowym Jorku 27 lutego 2008.
- Jim Shepard(inne języki), Like You'd Understand, Anyway – zwycięzca
- Tessa Hadley(inne języki), Sunstroke and Other Stories(inne języki)
- Vincent Lam(inne języki), Bloodletting & Miraculous Cures(inne języki)

### 2006
Zwycięzca został ogłoszony w The New School University w Nowym Jorku 28 lutego 2007.
- Mary Gordon(inne języki), The Stories of Mary Gordon – zwycięzca
- Rick Bass(inne języki), The Lives of Rocks
- George Saunders, In Persuasion Nation(inne języki)

### 2005
Zwycięzca został ogłoszony w The New School University w Nowym Jorku 25 stycznia 2006.
- Patrick O'Keeffe(inne języki), The Hill Road – zwycięzca
- Jim Harrison(inne języki), The Summer He Didn't Die
- Maureen F. McHugh, Mothers and other Monsters

### 2004
Zwycięzca został ogłoszony w Symphony Space w Nowym Jorku 25 stycznia 2005.
- Edwidge Danticat, The Dew Breaker(inne języki) – zwycięzca
- Cathy Day(inne języki), The Circus in Winter(inne języki)
- Joan Silber(inne języki), Ideas of Heaven